# Viscotoxine
Das Viscotoxin bezeichnet eine Gruppe von Toxinen aus der Weißbeerigen Mistel (Viscum album).

## Eigenschaften
Viscotoxine sind kleine, Cystein-reiche, kationische Peptide von etwa 5 kDa aus der Gruppe der Thionine. Sie sind neben den Mistel-Lektinen ursächlich für die toxische Wirkung. Sie wirken zytotoxisch gegen Zellen verschiedener Reiche wie Tiere, Pilze und Bakterien. Vermutlich ist Viscotoxin A3 ein porenbildendes Toxin. Viscotoxine kommen in den Blättern und Stielen der europäischen Mistel vor.
Viscotoxine sind ein Bestandteil von Mistel-Extrakten, die in der Chemotherapie verwendet werden.